# Oneindigheid

Het symbool ∞ in verschillende lettertypes

Oneindigheid staat in de betekenis van niet-eindig tegenover het begrip eindig. Het is een begrip in de filosofie en de natuurwetenschappen. Een voorbeeld is het heelal, waarover wordt gezegd dat het oneindig is. In de wis- en natuurkunde heeft oneindig een min of meer kwantitatieve betekenis en wordt als symbool voor oneindig een lemniscaat (∞) gebruikt.
Georg Cantor heeft in de 19e eeuw een grote aanzet gegeven tot de ontwikkeling van de theorie van de oneindigheid en staat bekend als de grondlegger van de verzamelingenleer.

## Definitie via kardinaalgetallen
Oneindig wordt in de wiskunde soms als een soort getal beschouwd, maar dan een getal dat groter is dan ieder reëel getal. Daarnaast bestaan er verschillende soorten oneindigheid, die worden aangegeven door verschillende zogenaamde kardinaalgetallen, die de mate van oneindigheid aangeven. Deze kardinaalgetallen worden aangegeven met de letter alef ({\displaystyle \aleph }) gevolgd door met als index een geheel getal.
Een verzameling is oneindig als zij gelijkmachtig is met een echte deelverzameling, wat inhoudt dat er een bijectie is tussen die deelverzameling en de verzameling zelf. Iedere verzameling {\displaystyle X} die gelijkmachtig is met een oneindige verzameling {\displaystyle U}, is zelf ook oneindig. Immers, als er een bijectie {\displaystyle f} is tussen een echte deelverzameling {\displaystyle V} van {\displaystyle U} en {\displaystyle U}, bepaalt {\displaystyle f(X)} ook een bijectie van een echte deelverzameling van {\displaystyle X} op {\displaystyle X}.
Een belangrijk voorbeeld van een oneindige verzameling is de verzameling van de natuurlijke getallen: {\displaystyle \{0,1,2,\ldots \}.} De afbeelding {\displaystyle f(n)=2n} beeldt de natuurlijke getallen een-op-een af op de echte deelverzameling {\displaystyle \{0,2,4,\ldots \}} van de even getallen. Dus zijn de verzameling natuurlijke getallen en daarmee ook de verzameling even getallen oneindig.

### Aftelbaar oneindig
Er zijn verschillende graden van oneindigheid. De kleinst denkbare oneindigheid is de oneindigheid van de natuurlijke getallen. Deze vorm van oneindigheid wordt aftelbare oneindigheid of discrete oneindigheid genoemd en aangeduid met het symbool {\displaystyle \aleph _{0}}, spreek uit 'alef nul'. Van verzamelingen die gelijkmachtig zijn met de natuurlijke getallen, zegt men dat ze de kardinaliteit {\displaystyle \aleph _{0}} hebben, Voorbeelden zijn de gehele getallen {\displaystyle \mathbb {Z} ,} de even getallen en de oneven getallen. Maar ook de rationale getallen {\displaystyle \mathbb {Q} } en de algebraïsche getallen {\displaystyle \mathbb {A} } zijn aftelbaar oneindig.
'Aftelbaar oneindig' is zo gekozen omdat van iedere verzameling {\displaystyle V} die gelijkmachtig is met de natuurlijke getallen de elementen via de een-op-eenrelatie kunnen worden afgeteld. Er is dan een bijectie tussen van {\displaystyle V} en de natuurlijke getallen. De elementen van een dergelijke verzameling kunnen dus achter elkaar worden gezet zodanig dat er een eerste getal is, een tweede getal, een derde getal enzovoort, waarbij de lijst alle elementen van de verzameling bevat, dus zo allemaal kunnen worden 'afgeteld'.
De rationale getallen kunnen bijvoorbeeld als volgt worden afgeteld:
{\displaystyle 0,{\tfrac {1}{1}},{\tfrac {-1}{1}},{\tfrac {2}{1}},{\tfrac {-2}{1}},{\tfrac {1}{2}},{\tfrac {-1}{2}},{\tfrac {3}{1}},{\tfrac {-3}{1}},{\tfrac {1}{3}},{\tfrac {-1}{3}},{\tfrac {4}{1}},{\tfrac {-4}{1}},{\tfrac {3}{2}},{\tfrac {-3}{2}},{\tfrac {2}{3}},{\tfrac {-2}{3}},{\tfrac {1}{4}},{\tfrac {-1}{4}},{\tfrac {5}{1}},{\tfrac {-5}{1}},{\tfrac {1}{5}},{\tfrac {-1}{5}},{\tfrac {6}{1}},{\tfrac {-6}{1}},{\tfrac {5}{2}},\cdots }

### Overaftelbaar
Als een verzameling oneindig veel elementen bevat, en er géén een-op-eenafbeelding construeerbaar is tussen deze verzameling en de natuurlijke getallen, hebben we te maken met een niet-aftelbaar oneindige verzameling, Bij iedere poging tot aftellen zijn er altijd elementen die niet geteld worden. De verzameling bevat wezenlijk meer elementen dan de natuurlijke getallen. Zo'n verzameling wordt overaftelbaar genoemd.
Een voorbeeld is de verzameling van de reële getallen. Georg Cantor, een 19e-eeuwse Duitse wiskundige die als een van de eersten het begrip oneindigheid grondig onderzocht, bewees dat de verzameling van de reële getallen 'groter' is dan de verzameling natuurlijke getallen, hoewel het aantal elementen van beide verzamelingen oneindig is. Dit deed hij met behulp van de zogenaamde diagonaalmethode.
De continuümhypothese stelt dat de reële getallen de kleinste overaftelbare kardinaliteit hebben in de zin dat ze injectief kunnen worden afgebeeld binnen iedere andere overaftelbare verzameling. In het gebruikelijke axiomastelsel van Zermelo en Fraenkel kan noch de continuümhypothese, noch haar ontkenning worden bewezen.

## Definitie via ordinaalgetallen
De definitie van een ordinaal vertrekt van het begrip transitieve verzameling. Een verzameling heet transitief als elk van haar elementen er tevens een deelverzameling van vormt. Een voorbeeld van een transitieve verzameling is het paar {\displaystyle \{\emptyset ,\{\emptyset \}\},} omdat zowel de lege verzameling als het singleton dat bestaat uit de lege verzameling, er deelverzamelingen van zijn.
Een ordinaal is een transitieve verzameling die welgeordend wordt door de relatie is een element van.
De natuurlijke getallen gedefinieerd volgens Zermelo-Fraenkel zijn op die manier allemaal ordinalen. Het voorbeeld hierboven van de verzameling {\displaystyle \{\emptyset ,\{\emptyset \}\},} komt overeen met de ZF-definitie van het getal 2. Deze ordinalen worden eindige ordinalen genoemd, en alle andere ordinalen zijn oneindige ordinalen. De kleinste oneindige ordinaal is de verzameling der natuurlijke getallen zelf.
Men kan aantonen dat elke welgeordende verzameling precies één orde-isomorfisme heeft met precies één ordinaal. Op die manier zijn ordinalen een manier om een 'aantal elementen' toe te kennen aan niet-eindige welgeordende verzamelingen, net zoals een natuurlijk getal het aantal elementen van een eindige verzameling bepaalt.
Het belangrijkste verschil met kardinaalgetallen is dat we een ordinaal toekennen aan een verzameling met een (wel)orderelatie, terwijl een kardinaalgetal hoort bij een verzameling zonder aanvullende structuur. In principe kan éénzelfde verzameling worden uitgerust met verschillende welordeningen, en als de oorspronkelijke verzameling oneindig is, zijn de daaruit voortkomende welgeordende verzamelingen niet noodzakelijk orde-isomorf; ze hebben dus niet noodzakelijk hetzelfde ordinaalgetal. Zo zijn er oneindig veel aftelbare ordinaalgetallen, terwijl alle aftelbare verzamelingen per definitie dezelfde kardinaliteit hebben als de verzameling der natuurlijke getallen.

## Meetkundig oneindig
Oneindige kardinalen en ordinalen geven een precieze betekenis aan de vage intuïtie van oneindig als 'zeer groot'. In een meetkundige context treedt echter een andere intuïtie op van oneindig als 'zeer ver weg'. Daartoe worden bepaalde meetkundige objecten, zoals lijnen of vlakken, uitgebreid met nieuwe elementen die soms punten op oneindig heten.

### Uitgebreide reële getallenlijn
Men breidt de reële getallen wel uit met de symbolen {\displaystyle (+)\infty } en {\displaystyle -\infty } met als resultaat de uitgebreide reële getallenlijn:
{\displaystyle {\overline {\mathbb {R} }}=\mathbb {R} \cup \{-\infty ,\infty \}}
In het proces waarbij reële getallen door vervollediging van rationale getallen formeel worden geconstrueerd als equivalentieklassen van cauchyrijen, kan {\displaystyle \infty } worden gedefinieerd als de verzameling rijen rationale getallen waarbij voor elke {\displaystyle N} er een {\displaystyle n} bestaat, zodanig dat voor alle {\displaystyle k>n} geldt dat {\displaystyle a_{k}>N}. Ook kan worden uitgegaan van de reële getallen, en kunnen deze via een vergelijkbare constructie uitgebreid worden. {\displaystyle -\infty } kan op dezelfde manier worden gedefinieerd.

### Rekenen met oneindig
De rekenkundige operaties op de reële getallen kunnen voor een deel worden uitgebreid tot operaties op de uitgebreide reële getallenlijn {\displaystyle {\overline {\mathbb {R} }}}, maar daarmee is {\displaystyle {\overline {\mathbb {R} }}} niet zoals {\displaystyle \mathbb {R} } een groep. 
Voor {\displaystyle a\in \mathbb {R} } geldt
{\displaystyle a+\infty =\infty +a=\infty }
{\displaystyle a-\infty =-\infty +a=-\infty }
{\displaystyle \infty +\infty =\infty }
{\displaystyle -\infty -\infty =-\infty }
Verder voor {\displaystyle a>0}:
{\displaystyle a\cdot \infty =\infty \cdot a=\infty }
{\displaystyle a\cdot (-\infty )=(-\infty )\cdot a=-\infty }
{\displaystyle \infty \cdot \infty =\infty }
{\displaystyle \infty \cdot (-\infty )=(-\infty )\cdot \infty =-\infty }
{\displaystyle (-\infty )\cdot (-\infty )=\infty }
{\displaystyle {\frac {a}{\infty }}={\frac {a}{-\infty }}={\frac {0}{\infty }}={\frac {0}{-\infty }}=0}
{\displaystyle {\frac {\infty }{a}}=\infty }
{\displaystyle {\frac {-\infty }{a}}=-\infty }
en voor {\displaystyle a<0}:
{\displaystyle a\cdot \infty =\infty \cdot a=-\infty }
{\displaystyle a\cdot (-\infty )=(-\infty )\cdot a=\infty }
{\displaystyle {\frac {a}{\infty }}={\frac {a}{-\infty }}=0}
Ongedefinieerd zijn de uitdrukkingen:
{\displaystyle \infty -\infty \quad } en {\displaystyle \quad -\infty +\infty }
{\displaystyle \infty \cdot 0,\quad 0\cdot \infty ,\quad (-\infty )\cdot 0\quad } en {\displaystyle \quad 0\cdot (-\infty )}
{\displaystyle {\frac {\infty }{\infty }},\quad {\frac {\infty }{-\infty }},\quad {\frac {-\infty }{\infty }}\quad } en {\displaystyle \quad {\frac {-\infty }{-\infty }}}

### Projectieve meetkunde

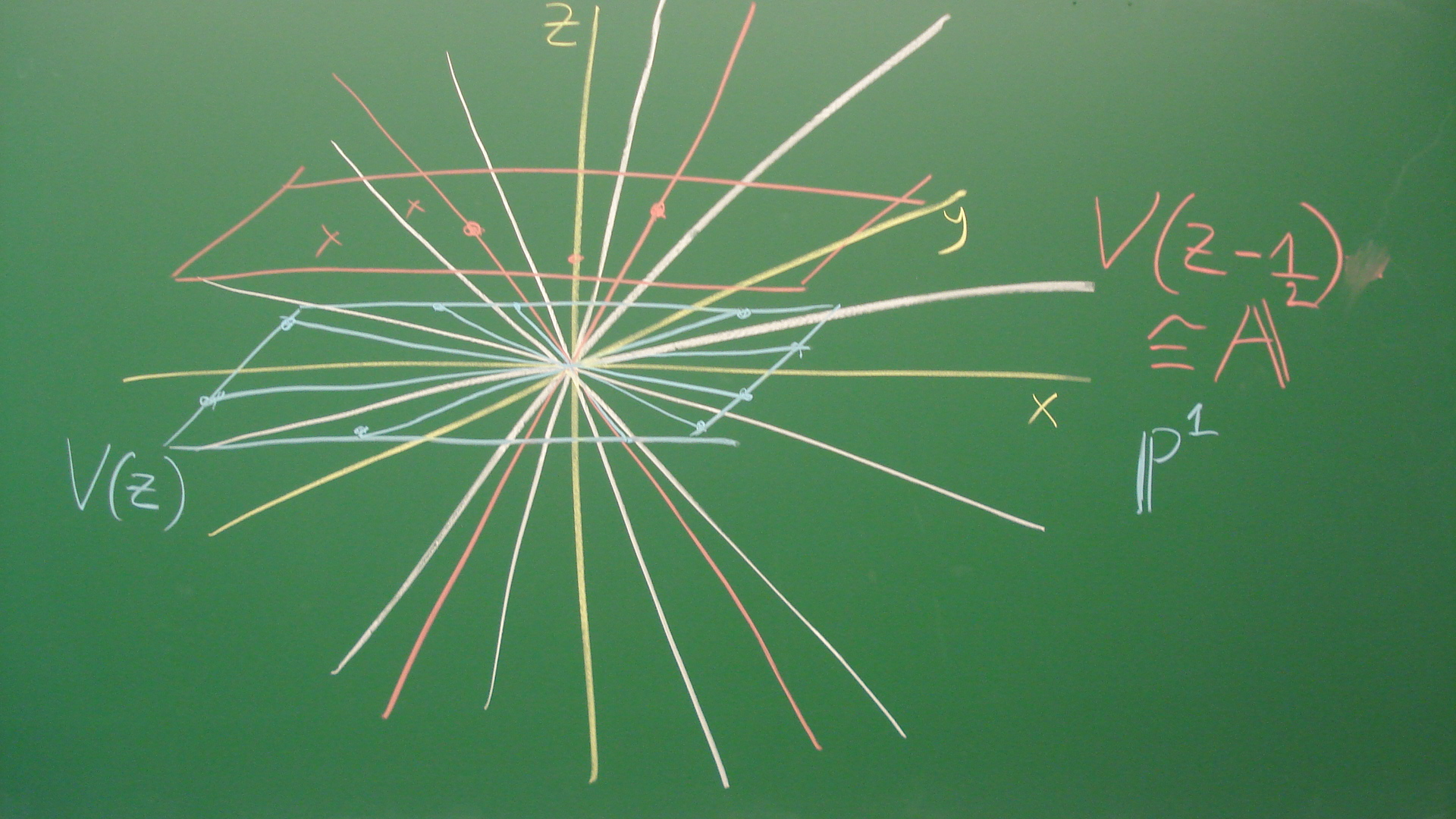

De projectieve meetkunde maakt gebruik van modellen die bestaan uit klassieke affiene ruimten, uitgebreid met een stel punten op oneindig. We schetsen dit aan de hand van het reële projectieve vlak, maar dezelfde constructie geldt voor willekeurige dimensies en willekeurige lichamen/velden. Definieer het projectieve vlak {\displaystyle \mathbb {P} ^{2}} als de verzameling vectorrechten (eendimensionale deelruimten) van {\displaystyle \mathbb {R} ^{3},} projectieve punten genaamd. Een projectieve rechte is een vectorvlak (tweedimensionale deelruimte) en we zeggen dat een projectief punt tot een projectieve rechte behoort wanneer de vectorrechte een deel is van het vectorvlak.
Door nu een vast vlak {\displaystyle \alpha } in {\displaystyle \mathbb {R} ^{3}} te kiezen dat niet door de oorsprong gaat, bekomen we een een-op-een-verband tussen dat vlak en een deel van het projectieve vlak. Door ieder punt van {\displaystyle \alpha } gaat namelijk precies één vectorrechte. Er zijn echter vectorrechten die {\displaystyle \alpha } nergens snijden omdat ze ermee evenwijdig lopen: dit zijn de "punten op oneindig" die met deze keuze van {\displaystyle \alpha } overeenkomen. Ze vormen samen één projectieve rechte, namelijk het unieke vectorvlak dat evenwijdig loopt met {\displaystyle \alpha }.
De figuur geeft een voorstelling van de punten van het reële projectieve vlak als vectorrechten in de driedimensionale {\displaystyle (X,Y,Z)}-coördinatenruimte. De rode vectorrechten zijn "gewone" of "eindige" punten in het vlak {\displaystyle \alpha } met vergelijking {\displaystyle z=1/2}. De blauwe vectorrechten snijden het vlak {\displaystyle \alpha } niet en vormen de rechte op oneindig {\displaystyle \mathbb {P} ^{1}}.

## Topologische ruimten met oneindig als element

### Topologische uitbreidingen van de reële getallen
De uitgebreide reële getallenlijn {\displaystyle {\overline {\mathbb {R} }}=\mathbb {R} \cup \{-\infty ,\infty \}} kan voorzien worden van de topologie van een gesloten interval, zo dat het normale limietbegrip voor een rij in die topologische ruimte kan worden toegepast voor convergentie naar {\displaystyle \infty } en {\displaystyle -\infty .} Dit is het geval bij de topologie die voor een gegeven begrensde strikt stijgende continue functie {\displaystyle f:\mathbb {R} \to \mathbb {R} }, uitgebreid tot een functie op {\displaystyle {\overline {\mathbb {R} }}} met {\displaystyle f(\infty )} gesteld op {\displaystyle \lim _{x\to \infty }f(x)} en {\displaystyle f(-\infty )} op {\displaystyle \lim _{x\to -\infty }f(x)}, wordt geïnduceerd door de metriek waarbij de afstand van {\displaystyle a} tot {\displaystyle b} gelijk is aan {\displaystyle |f(b)-f(a)|}. Deze topologie is onafhankelijk van {\displaystyle f}. Met deze topologie is elk van deze functies {\displaystyle f} continu op {\displaystyle {\overline {\mathbb {R} }}}. Zoals de notatie al suggereert is in deze topologische ruimte de hele ruimte {\displaystyle {\overline {\mathbb {R} }}} de afsluiting van {\displaystyle \mathbb {R} }.
Een andere benadering stelt {\displaystyle \infty } en {\displaystyle -\infty } aan elkaar gelijk, zie reële projectieve lijn, met als topologie die van een cirkel. Convergentie in deze ruimte naar ∞ van een rij komt overeen met convergentie in de bovengenoemde {\displaystyle {\overline {\mathbb {R} }}} naar ∞ van de rij van absolute waarden. Ook in deze topologische ruimte is de hele ruimte de afsluiting van {\displaystyle \mathbb {R} }. Afhankelijk van de context moet men hier echter voorzichtig zijn met de notatie {\displaystyle {\overline {\mathbb {R} }}}, omdat die al voor de bovengenoemde ruimte wordt gebruikt. Ter onderscheiding wordt hier wel de notatie {\displaystyle {\widehat {\mathbb {R} }}} gebruikt.
Nog even de homeomorfismen samengevat: {\displaystyle \mathbb {R} } is homeomorf aan een open interval, {\displaystyle {\overline {\mathbb {R} }}} is homeomorf aan een gesloten interval, en {\displaystyle {\widehat {\mathbb {R} }}} is homeomorf aan een cirkel.
De totale orde van {\displaystyle \mathbb {R} } kan op natuurlijke wijze uitgebreid worden tot {\displaystyle {\overline {\mathbb {R} }}}, maar niet tot {\displaystyle {\widehat {\mathbb {R} }}}.

### Compactificatie
De hierboven beschreven uitbreidingen van {\displaystyle \mathbb {R} } zijn voorbeelden van compactcompactificaties. Een compactificatie van een topologische ruimte is een topologische inbedding van die ruimte in een compacte topologische ruimte met de eigenschap dat het beeld van de inbedding dicht is in de doelruimte. Zo kan het voorbeeld van {\displaystyle {\overline {\mathbb {R} }}} hierboven worden gemodelleerd met de inbedding "arctangens" van de reële getallen in het (compacte) interval {\displaystyle [-\pi /2,\pi /2].} Het bereik van de boogtangensfunctie is het open interval {\displaystyle (-\pi /2,\pi /2)} en dat is op zijn beurt een dichte deelverzameling van het gesloten interval {\displaystyle [-\pi /2,\pi /2].}
De eenpuntscompactifiatie voegt aan iedere topologische ruimte {\displaystyle X} een punt {\displaystyle \infty } toe. Als de oorspronkelijke ruimte niet compact was, dan is {\displaystyle \infty } een afsluitingspunt van {\displaystyle X} in {\displaystyle X\cup \{\infty \}.} Toegepast op de reële getallen levert dit een ruimte op die homeomorf (topologisch gelijkwaardig) is met {\displaystyle {\widehat {\mathbb {R} }}}. Toegepast op het reële vlak {\displaystyle \mathbb {R} ^{2},} wat topologisch op hetzelfde neerkomt als de verzameling der complexe getallen {\displaystyle \mathbb {C} ,} levert dit de complexe projectieve rechte {\displaystyle \mathbb {C} \mathbb {P} ^{1}} op, ook bekend als de Riemann-sfeer.